# 大信天翁属
大信天翁属在动物分类学上是鸟纲鹱形目信天翁科中的一个属。

## 命名與歷史
本屬為瑞典生物學家卡爾·林奈於其《自然系統》第十版所建立的其中一個屬，當時僅下屬漂泊信天翁及南非企鵝兩個物種。而本屬模式種則由英國動物學家喬治·羅伯特·格雷於1840年時指定為漂泊信天翁。
其屬名源自於希臘神話中，埃托利亞的國王狄俄墨德斯。一說當他年老死亡之後，其過於悲傷的同伴轉變成白色的鳥類；但也有另一說指出狄俄墨德斯的朋友們冒犯其妻子，使其妻將他們轉變為大型的白色鳥類以示懲戒。

## 分類學
如同其他信天翁科分類，本屬的分類經歷了相當程度的變動，在近100年內更動了至少六次。而主因則是因為林奈當時對漂泊信天翁的描述不清及當時所描述的標本已經丟失。在1965年時，學者們為了簡化其一度多達12個屬的信天翁科分類，將這些物種依照其體色被重新分至兩個屬內，即本屬及烏信天翁屬。:198但隨著1996年信天翁科各成員的线粒体DNA親緣研究發表後，這些物種被重新劃分為四個屬，而本屬僅餘下形成了兩個分支的物種。2017年，漂泊信天翁的正模標本被重新指定。
這兩個屬內分支為皇家信天翁及漂泊信天翁兩支，但這些分類單元是否作為一個獨立物種或僅為亞種在各名錄中仍不完全一致。根據不同名錄及研究，自2個物種至將每個孤島上繁殖族群全獨立為一物種（7個物種）的分類方式皆存在。但現在多以2種皇家信天翁及4—5種漂泊信天翁作分類。

「漂泊信天翁複合體」物種所繁殖的各島嶼位置圖，其中
為這些物種的活動範圍
特島信天翁 D. dabbenena
漂泊信天翁 D. exulans
吉布森信天翁 D. gibsoni
安岛信天翁 D. antipodensis
阿島信天翁 D. amsterdamensis

漂泊信天翁、安岛信天翁、吉布森信天翁、阿岛信天翁、特岛信天翁這五個物種（或亞種）構成了所謂的「漂泊信天翁複合體」（Wandering albatross species complex或Wandering albatross complex）。其中吉布森信天翁曾被獨立為一物種，但有研究證實其基因分化程度與安岛信天翁差異不大，因此被建議歸回後者的一個亞種。現今仍對這兩個物種間的關係有所爭議，自這兩個為單一物種、兩個亞種和兩個物種間的說法都有人支持。
依世界鳥類學家聯合會的名錄，本屬下屬6個物種，其中吉布森信天翁被視為是安岛信天翁的亞種。根據2009年的研究所建立的大信天翁屬支序圖如下：

|  | 南方皇家信天翁 |
|  |                |
|  | 北方皇家信天翁 |
|  |                |

|  | 安岛信天翁   |
|  |              |
|  | 吉布森信天翁 |
|  |              |

|  | 阿岛信天翁 |
|  |            |
|  | 漂泊信天翁 |
|  |            |

|  | 安岛信天翁   |
|  |              |
|  | 吉布森信天翁 |
|  |              |

|  | 阿岛信天翁 |
|  |            |
|  | 漂泊信天翁 |
|  |            |

|  | 安岛信天翁   |
|  |              |
|  | 吉布森信天翁 |
|  |              |

|  | 阿岛信天翁 |
|  |            |
|  | 漂泊信天翁 |
|  |            |

|  | 安岛信天翁   |
|  |              |
|  | 吉布森信天翁 |
|  |              |

|  | 阿岛信天翁 |
|  |            |
|  | 漂泊信天翁 |
|  |            |

|  | 南方皇家信天翁 |
|  |                |
|  | 北方皇家信天翁 |
|  |                |

|  | 安岛信天翁   |
|  |              |
|  | 吉布森信天翁 |
|  |              |

|  | 阿岛信天翁 |
|  |            |
|  | 漂泊信天翁 |
|  |            |

|  | 安岛信天翁   |
|  |              |
|  | 吉布森信天翁 |
|  |              |

|  | 阿岛信天翁 |
|  |            |
|  | 漂泊信天翁 |
|  |            |

|  | 安岛信天翁   |
|  |              |
|  | 吉布森信天翁 |
|  |              |

|  | 阿岛信天翁 |
|  |            |
|  | 漂泊信天翁 |
|  |            |

|  | 安岛信天翁   |
|  |              |
|  | 吉布森信天翁 |
|  |              |

|  | 阿岛信天翁 |
|  |            |
|  | 漂泊信天翁 |
|  |            |

## 特徵與習性
本屬物種之間的年齡及性別變化復雜，較難區分。其鳥喙粉色且較大，在基部沒有額外的溝槽，鸌形目共有的「鼻管」位置接近基部。背部為白色，翅膀內側大部分是白色的，尾巴較短且被較長的上尾羽覆蓋。其繁殖季節在11月—隔年2月之間，繁殖周期較長，每次繁殖後的隔一年會換羽休息，並在隔一年後才繁殖，一次繁殖周期約為兩年。:198

## 下屬分類
- 北方皇家信天翁 D. sanfordi Murphy, 1917
- 南方皇家信天翁 D. epomophora Lesson, RP, 1825
- 漂泊信天翁 D. exulans Linnaeus, 1758
- 特岛信天翁 D. dabbenena Mathews, 1929
- 安岛信天翁 D. antipodensis Robertson, CJR & Warham, 1992
- 阿岛信天翁 D. amsterdamensis Roux, JP, Jouventin, Mougin, Stahl & Weimerskirch, 1983

### 化石物種
目前最早被發現可歸類於本屬的化石物種可追溯至中新世的塞拉瓦爾期及蘭蓋期階段，約在1200萬到1500萬年前。列表於下：
- D. milleri（中新世美國俄勒岡州）
- Diomedea sp.（晚中新世南極洲）
- Diomedea sp.（早上新世南非）
- Diomedea sp.（早上新世美國佛羅里達州）
- D. thyridata（晚中新世澳洲）

## 外部連結
- 维基共享资源上的相關多媒體資源：大信天翁属
- 維基物種上的相關：大信天翁属